# Popelivka
Popelivka (Ligularia) je rod bylin které jsou považovány za rostliny okrasné květem i listem. Rod je součásti široké čeledi rostlin hvězdnicovitých ve které je zatříděn do podčeledi Asteroideae.
České pojmenování popelivka se dříve používalo pro rostliny řazené do rodu Cineraria, z jehož latinského názvu je český název odvozen (lat. cineraceus = popelavý). Podle současného rozdělení těchto taxonů zůstaly v rodě Cineraria (česky cinerárie) pouze dva druhy (Cineraria multiflora a Cineraria saxifraga) a ostatní druhy byly převedeny zejména do rodů Lingularia (těm český název popelivka zůstal zachován) a Senecio.
Rod tvoří asi 125 druhů z nichž v České republice roste pouze jediný, kriticky ohrožená popelivka sibiřská. Těžiště rozšíření tohoto euroasijského rodu je v Číně a Japonsku, v evropské přírodě se vyskytuje méně často.

## Ekologie
Rostliny vyžadují vlhké a na živiny bohaté humózní půdy, některé druhy snesou polostín, jiné potřebují ke kvetení plné slunce. Všechny však žádají stanoviště která jsou dostatečně a trvale zásobena vodou, vyhovují jim místa s vysokou hladinu spodní vody. Při dlouhodobém nedostatku vláhy vyrůstají jen krátké neplodné lodyhy, při krátkodobém rostliny svěšují listy.

## Popis
Dlouhověké vytrvalé byliny s lodyhou vyrůstající do výše až dvou metrů. Z krátkého oddenku roste trs přízemních listů které mají dlouhé řapíky, jejich čepele jsou nedělené, celokrajné nebo zubaté. Střídavě rostoucí lodyžní listy jsou tvarem podobné přízemním a směrem vzhůru se zmenšují a zkracují se jim řapíky.
Na koncích lodyh rostou na krátkých stopkách květní úbory které bývají uspořádané do chocholíků, hroznů nebo lat. Početnější květy (až 100) nacházející se ve středu úborů jsou oboupohlavné a mají trubkovitou pětilaločnou korunou, méně četné (0 až 15) jazykovité květy rostoucí po obvodu jsou pouze samičí. Květy jsou barvy žluté, oranžové nebo cihlově červené, později hnědnou. Válcovitý až zvonkovitý zákrov je tvořený jednou neb dvěma řadami kopinatých či podlouhlých nazelenalých, načervenalých nebo suše blanitých listenů; mívá ještě drobný vnější zákroveček.
Slámové až nahnědlé nažky se žebry jsou elipsoidní, válcovité nebo vřetenovité, obvykle mají zaoblené konce a jsou lysé. Jejich dvou nebo třířadý trvalý chmýr je nahnědlý nebo načervenalý. Ploidie rodu je x = 30. Rostliny se samovolně množí semeny (nažkami) nebo některé druhy odnožují, v zahradnické praxi dělením starších rostlin.

## Význam
Popelivky se občas prosazují v zahradní a krajinářské tvorbě, kde po dlouhou dobu vynikají svými velkými listy a květy. Vysazují se jako solitéry nebo ve skupinách s nižšími trvalkami okolo vodních ploch.

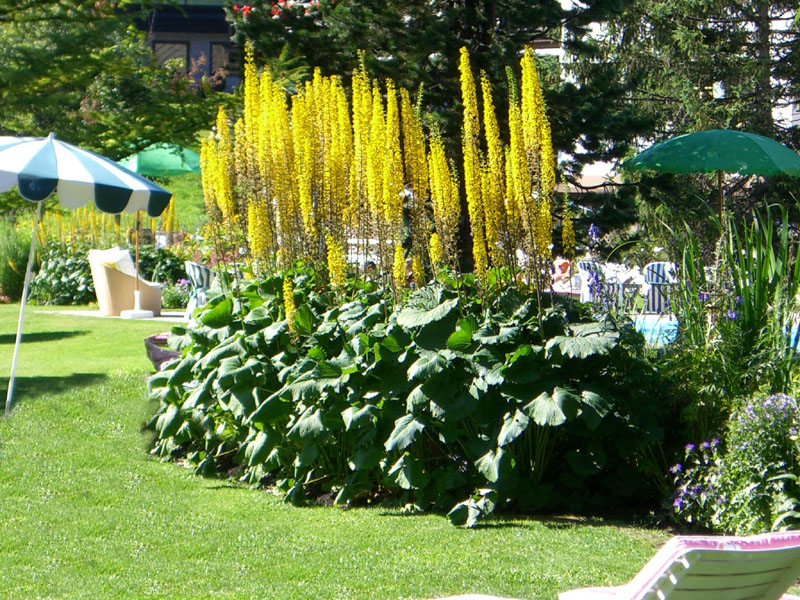
Ligularia stenocephala
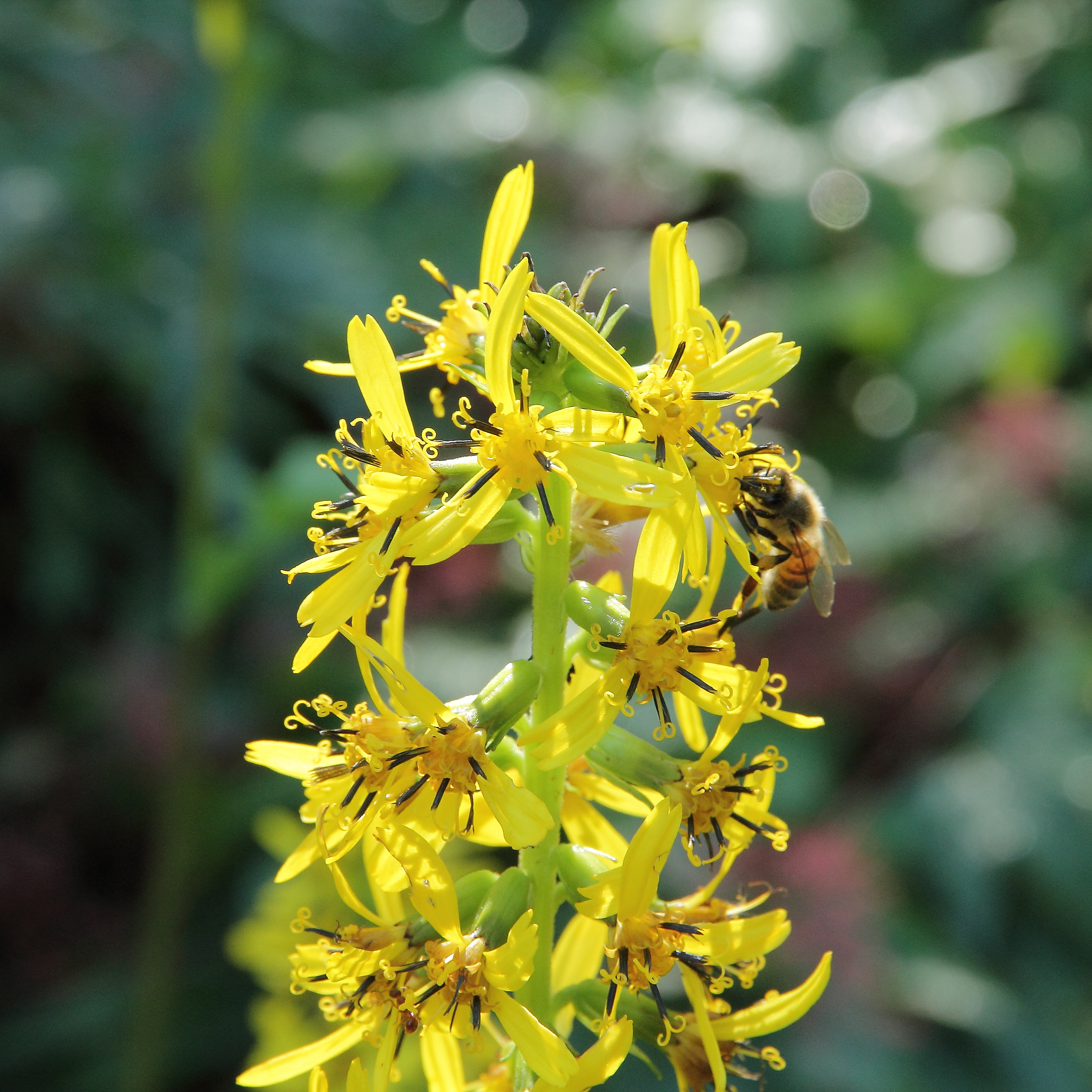
Ligularia alatipes
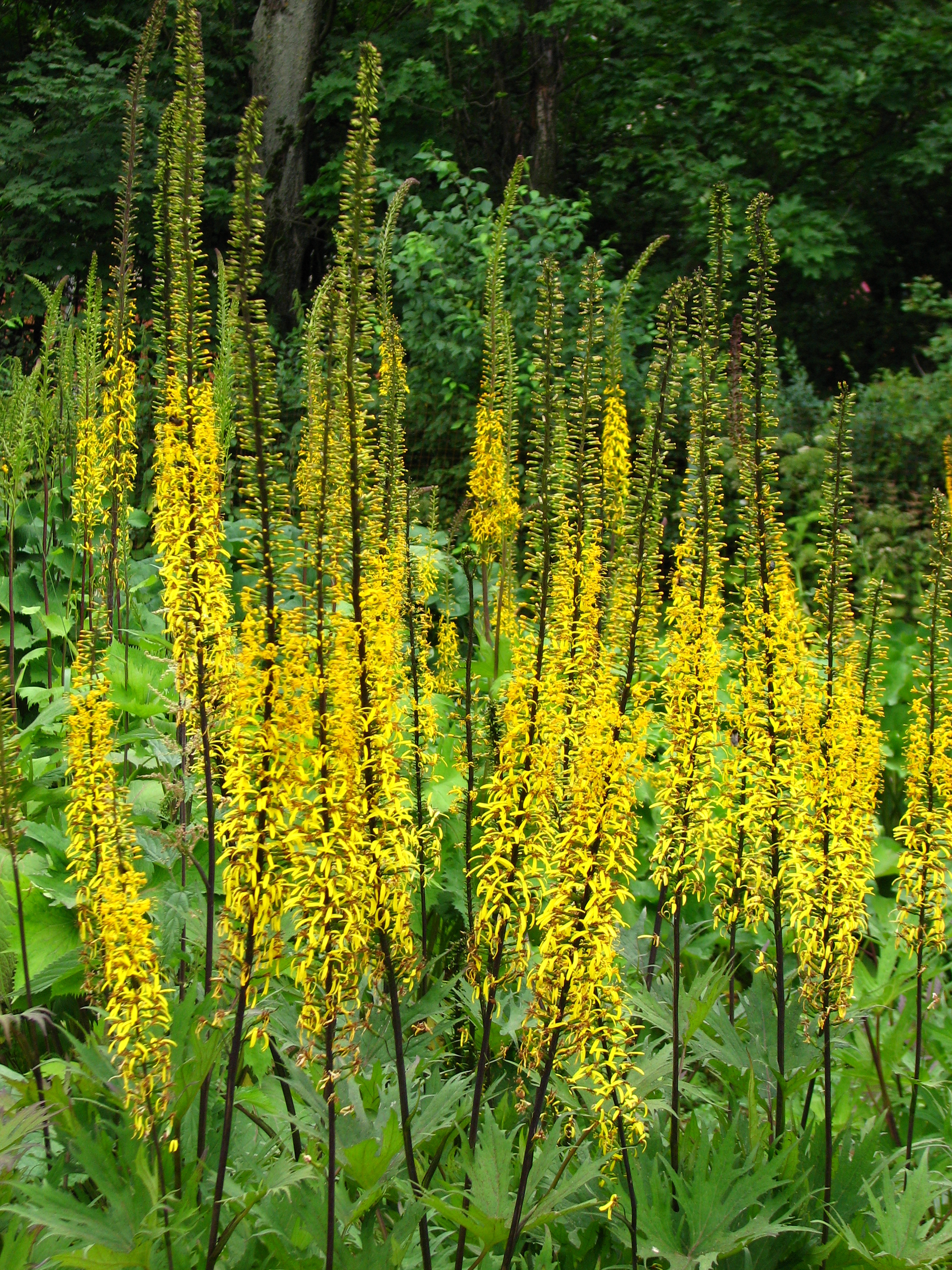
Ligularia przewalskii
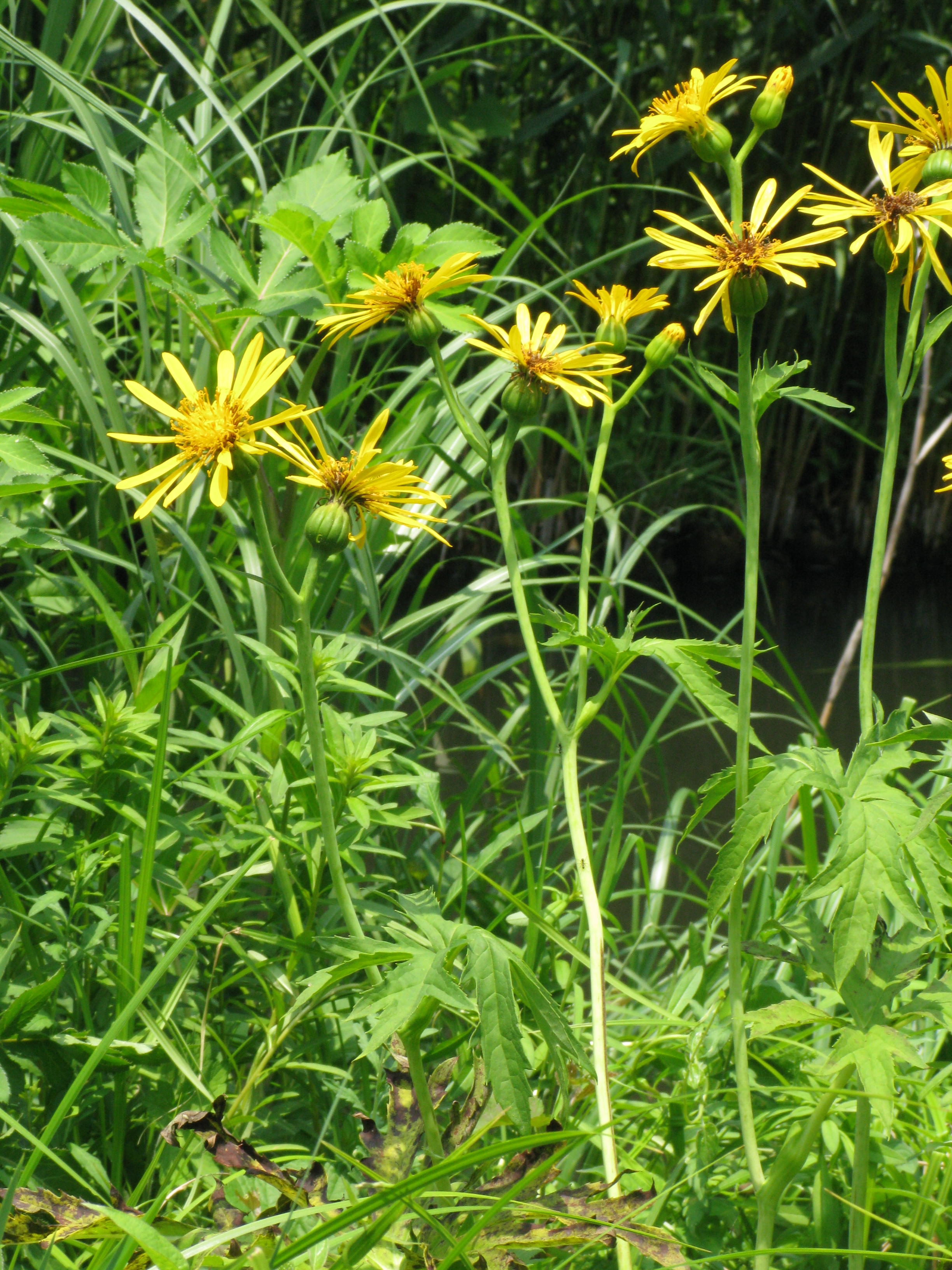
Ligularia japonica